# Jean-Nicolas Stofflet

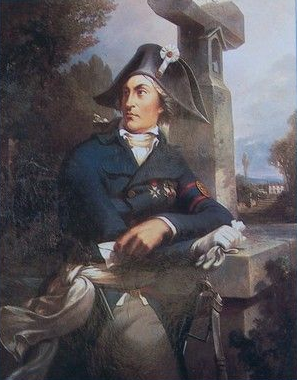
Jean-Nicolas Stofflet, porträtt av Thomas Drake.

Jean-Nicolas Stofflet, född den 3 februari 1753 i Bathelémont-lès-Bauzemont, Lothringen, död den 23 februari 1796 i Angers, var en fransk militär.
Stofflet, som var av enkel härkomst, skogvaktare till yrket, var en av Vendéeupprorets ivrigaste tillskyndare och hörde till dem, som trots motgångarna i slutet av 1793 oförtrutet och inte utan framgång fullföljde striden. Jämte Charette var han efter d'Elbées och La Rochejaqueleins död upprorets egentlige ledare. Då Charette i början av 1795 förmåddes att nedlägga vapnen, protesterade Stofflet till en början, men förmåddes inom kort att följa hans exempel. Personliga misshälligheter mellan de båda ledarna, som den landsflyktige kungen förgäves sökte bilägga, föranledde Stofflet att, då Charette ånyo grep till vapen, länge förbli overksam. På uttrycklig order från greven av Artois höjde han slutligen upprorsfanan i januari 1796, men fann inte den anslutning, som han påräknat, blev tillfångatagen och avrättades.